# اقتصاد فقیر
کتاب اقتصاد فقیر: بازاندیشی بنیادین در شیوهٔ مبارزه با فقر جهانی (به انگلیسی: Poor Economics: A Radical Rethinking of the Way to Fight Global Poverty) یک کتاب غیرداستانی نوشته شده توسط آبیجیت بنرجی و استر دوفلو است. هر دوی این نویسندگان استاد مؤسسه فناوری ماساچوست هستند و در سال ۲۰۱۹ موفق به دریافت جایزه نوبل اقتصاد شدند.این کتاب گزارشی دربارهٔ اثربخشی راه‌حل‌های مختلف برای مبارزه با فقر جهانی با استفاده از رویکرد کارآزمایی تصادفی کنترل‌شده مبتنی بر شواهد است. این کتاب در سال ۲۰۱۱ موفق به دریافت جایزه کتاب سال کسب‌وکار داران فایننشال تایمز و گلدمن ساکس شد.
ترجمه فارسی این کتاب در سال ۱۳۹۲ توسط انتشارات دنیای اقتصاد وارد بازار کتاب ایران شد.

## مرور اجمالی
اقتصاد فقیر بین راه‌حل‌های مطلقاً مبتنی بر بازار، در مقابل «برنامه‌های توسعه بزرگ»، برای مشکل فقر جهانی، حد وسطی را ارائه می‌دهد. این کتاب کلی‌گویی‌های گسترده و تفکرات فرمول‌گونه را رد می‌کند. در عوض، نویسندگان را به درک نحوهٔ فکر و تصمیم‌گیری فقیران در مورد موضوعاتی مانند: آموزش، مراقبت‌های بهداشتی، پس‌انداز، کارآفرینی و مسائل دیگر کمک می‌کند. نگارندگان کتاب با استفاده از مشاهده، با استفاده از آزمایش‌های تصادفی کنترل شدهٔ دقیق در پنج قاره و از همه مهم‌تر با گوش دادن به آنچه فقرا برای گفتن دارند، حمایت می‌کنند. اغلب پاسخ‌ها حیرت‌آور و ضد شهودی هستند، اما زمانی که شرایط درک می‌شود، بسیار منطقی است. علاوه بر این، تله‌های جهانی جهل، ایدئولوژی و اینرسی اغلب سیاست‌ها و نهادها را دچار مشکل می‌کند، اما امکان اجتناب از آنها وجود دارد.
از این رویکرد تجربی، نویسندگان معتقدند که بهترین استراتژی‌ها برای از بین بردن فقر را می‌توان یافت. با این حال، آنها در ارائهٔ مجموعهٔ گسترده‌ای از نتایج مقاومت می‌کنند. در عوض، آنها درس‌های ساده و در عین حال پرتوانی می‌آموزند و معتقدند که تغییرات کوچک می‌تواند تأثیرات بزرگی داشته باشد. نویسندگان در یادداشت خوش‌بینانه نتیجه می‌گیرند که همهٔ ما بخشی از راه حل هستیم.